# Bernhard Friedrich Moritz Joseph von Jechner
Freiherr Bernhard Friedrich Moritz Joseph von Jechner (* 25. April 1750 in Hackenberg bei Bergneustadt (Kreis Oberberg); † 22. November 1821 in Düsseldorf) war preußischer Generalmajor und zuletzt dem Minister Stein zugeordnet.

## Leben

### Herkunft
Seine Eltern waren der österreichische Rittmeister Jakob Arnold von Jechner und dessen Mutter N.N. von Neuhoff gen. von Ley.

### Militärlaufbahn
Er kam am 26. April 1763 als Gefreitenkorporal in das Infanterie-Regiment Nr. 9. Dort wurde er am 4. Juli 1763 Fähnrich und am 16. August 1772 Seconde-Lieutenant. Als solcher nahm er am Bayerischen Erbfolgekrieg teil. Am 2. April 1785 wurde er Premier-Lieutenant und nahm dann 1787 am Feldzug in Holland teil. Am 15. Januar 1790 stieg er zum Stabshauptmann auf und am 4. Dezember 1792 wurde er Hauptmann und Kompaniechef. Im Ersten Koalitionskrieg kämpfte er bei den Belagerungen von Mainz und Landau. Vor Mainz erstieg er als erster die Zahlbacher Schanze, als er diese mit einer Gruppe Freiwilliger angriff. Ferner kämpfte er bei der Einnahme von Frankfurt sowie den Gefechten von Hochheim und Deidesheim, außerdem in der Schlacht bei Kaiserslautern, der Kanonade von LaLune und dem Gefecht bei Denningen.
Am 18. Februar 1795 wurde er Major und das Kommando über die Demarkationslinie an der Wupper. Für seine Verdienste während des Kriegs erhielt er am 23. Februar 1798 den Pour le Mérite. Dann am 1. Juni 1799 wurde er zum Kommandeur eines Grenadierbataillons ernannt. Das Bataillon wurde aus den Grenadier-Kompanien aus den Regimenter Nr. 9 und Nr. 48 gebildet. Am 5. Februar 1803 erhielt er ein neues Bataillon in Wesel, gebildet aus den Grenadier-Kompanien aus den Regimenter Nr. 9 und Nr. 44 gebildet. Am 20. Januar 1806 kam er in das Kommandeur in das Infanterie-Regiment Nr. 9. Dort wurde er am 27. Mai 1806 zum Oberstleutnant befördert. Er nahm am Vierten Koalitionskrieg und wurde am 10. August 1807 mit Halbsold inaktiv gestellt. An 2. Januar 1808 wurde er zur Wiederanstellung vorgesehen. Am 11. Juni 1809 bekommt er den Auftrag, das Verhalten der Offiziere aus dem Schill’schen Korps zu untersuchen. Am 7. März 1810 erhielt er dann seine Beförderung zum Oberst, allerdings ohne die zugehörige Gehaltserhöhung. Erst während der Befreiungskriege erhielt er eine neue Verwendung. Die Alliierten hatten das Herzogtum Berg zurückerobert, am 9. November 1813 hatte General von Bülow auch das Fürstentum Minden und die Grafschaft Ravensberg übernommen. Möglich schnell sollte eine Bergische Brigade gebildet werden, daher wurde Jechner am 19. November 1813 zum Generalmajor befördert und dem Minister Freiherr vom Stein zugeordnet. Jechner, der aus dem Bergischen Land stammt, sollte das Land neuorganisieren. Am 29. November 1813 erging ein Aufruf des Zentralverwaltungsdepartements an alle Patrioten sich zur Bergischen Brigade zu melden. Am 21. Juli 1815 wurde er mit einer Pension von 1500 Talern in den Ruhestand versetzt. Er starb am 22. November 1821 in Düsseldorf, als letzter seines Geschlechts.